# Impact-Drucker
Ein Anschlagdrucker oder Impact-Drucker (Impact printer von engl. impact: An- oder Aufprall), genannt auch mechanischer Drucker, ist ein Drucker, der das zu Druckende mittels Anschlägen (mit einem Schreibrad, einem Kugelkopf, Nadeln und ähnlichem) durch ein Farbband (oder Drucktuch) aufs Papier bringt.
Zu den Anschlagdruckern gehören – mit Einzelanschlag – der Typenraddrucker, der (Typen-)Fernschreiber, der Kugelkopfdrucker sowie der Zylinderkopfdrucker (z. B. das TTY); mit variablem Zeichensatz (und oft Grafikfähigkeit) der Nadelkopf- sowie Nadelkammdrucker – und als Zeilendrucker der Trommel- bzw. Walzendrucker sowie der Band- oder Kettendrucker.
Impact-Drucker haben den Vorteil, dass in einem Druckvorgang – bei Verwendung von Durchschreibepapier oder selbst-durchschreibendem Papierlagen – mehrere „Durchschläge“ erstellt werden können. Sie werden heute noch zum Drucken von Rechnungen, Lieferscheinen und sonstigen Belegen, meist im Endlosdruck verwendet. Ihr Nachteil ist der laute Druckvorgang. Zur Vermeidung von Lärmbelästigung wird deshalb oft eine Schallschutzhaube übergestülpt oder der Drucker in einem Nebenraum aufgestellt.
Heutzutage werden überwiegend so genannte non-impact Drucker wie der Tintenstrahldrucker, der Laserdrucker, der Thermodrucker (z. B. Kassenbon, Etiketten und Fax) und der Thermosublimationsdrucker sowie der Thermotransferdrucker (hochwertige Farbauszüge) verwendet. Selbst für Anwendungsfälle mit mehreren Durchschreibesätzen werden Drucke häufig über Mehrfachdruck (z. B. am Laserdrucker) realisiert – um zum Beispiel Kosten für eigene Formular-/Papierarten und Zeiten für das Umrüsten von Formularen am Drucker einzusparen.